# Aleksandra Ovchinnikova
Aleksandra Pavlovna Ovchinnikova (nacida el 6 de julio de 1953) es una exjugadora de baloncesto soviética. Consiguió 3 medallas en competiciones oficiales con la URSS.